# جاني سيكازوي
جاني سيكازوي (بالإنجليزية: Janny Sikazwe)‏ (26 مايو 1979 بزامبيا) هو حكم كرة قدم زامبي منذ 2001.

## المنافسات
كان جاني سيكازوي حكما في أكثر من مباراة:
- كاف 2012 (مباراة واحدة)
- كاف 2013 (مباراة واحدة)
- كاف 2015 (مبارتين)
- نهائي كأس العالم للأندية 2016
- نهائي كأس الأمم الأفريقية 2017
- كأس العالم 2018
- كأس العرب 2021

## روابط خارجية
- جاني سيكازوي على موقع Soccerway.com (الإنجليزية)